# John Ola Ulset
John Ola Ulset (* 16. September 1980) ist ein früherer norwegischer Biathlet und Skilangläufer.
John Ola Ulset gab sein internationales Debüt im Rahmen der Junioren-Weltmeisterschaften 2000 in Hochfilzen, wo er 14. des Einzels wurde, 47. im Sprint und 25. der Verfolgung. Im Staffelrennen gewann er mit Kent Roger Guttormsen, Sveinung Strand und Geir Ole Steinslett hinter den Vertretungen aus Deutschland und Russland die Bronzemedaille. Seit 2002 startete er auch im Europacup. Schon in seinem ersten Rennen zum Auftakt der Saison 2002/03 in Ål gewann er als 17. des Einzels erste Punkte. Ein Jahr später konnte er zum Saisonauftakt in Geilo als Fünftplatzierter eines Sprints erstmals unter die besten Zehn laufen. 2005 konnte er in einem Staffelrennen mit Tor Halvor Bjørnstad, Håkon Andersen und Magne Thorleiv Rønning in Ridnaun den zweiten Platz belegen. Anschließend konnte Ulset in Pokljuka sein Debüt im Weltcup geben. Im Sprint konnte er sich als 50. für das Verfolgungsrennen qualifizieren, in dem er sich bis auf Platz 34. verbessern konnte und damit um nur vier Plätze den Gewinn von Weltcuppunkten verpasste. Es war zugleich sein bestes Weltcup-Resultat der Karriere. Zum Auftakt der Saison 2005/06 war der Norweger wieder im Europacup am Start und musste sich im zweiten Saisonrennen, einem Sprint, einzig Dmitri Jaroschenko geschlagen geben. Es wurde Ulsets bestes Resultat in einem Einzelrennen in der Rennserie. In Osrblie kam er 2005 nochmals zu zwei Einsätze im Weltcup und wurde 45. eines Einzels und 87. eines Sprints. Seine letzte Saison lief Ulset 2006/07. Mit Egil Gjelland, Håkon Andersen und Anstein Mykland gewann er in Forni Avoltri im Januar 2007 mit einem Staffelwettbewerb sein einziges Europacuprennen. Abschluss der Karriere wurde die Militär-Skiweltmeisterschaft 2007 in Kurgjärve und Haanja, bei der er 15. im Sprint wurde.
Neben Biathlonrennen bestritt Ulset zwischen 2002 und 2007 auch mehrfach Rennen im Skilanglauf, meist auf der Ebene von Continental-Cup- und FIL-Rennen. Dabei erreichte er keinen nennenswerten Resultate. Höhepunkte waren die Militär-Skiweltmeisterschaft 2005 in Predeal, wo er im 15-Kilometer-Rennen Sechster wurde. Karriereende wurde auch hier die Militär-Skiweltmeisterschaft 2007, bei der Ulset über 15 Kilometer Freistil 33. wurde.

## Biathlon-Weltcup-Statistik
Die Tabelle zeigt alle Platzierungen (je nach Austragungsjahr einschließlich Olympische Spiele und Weltmeisterschaften).
- 1.–3. Platz: Anzahl der Podiumsplatzierungen
- Top 10: Anzahl der Platzierungen unter den ersten zehn (einschließlich Podium)
- Punkteränge: Anzahl der Platzierungen innerhalb der Punkteränge (einschließlich Podium und Top 10)
- Starts: Anzahl gelaufener Rennen in der jeweiligen Disziplin

| Platzierung         | Einzel | Sprint | Verfolgung | Massenstart | Staffel | Gesamt |
| ------------------- | ------ | ------ | ---------- | ----------- | ------- | ------ |
| 1. Platz            |        |        |            |             |         |        |
| 2. Platz            |        |        |            |             |         |        |
| 3. Platz            |        |        |            |             |         |        |
| Top 10              |        |        |            |             |         |        |
| Punkteränge         |        |        |            |             |         |        |
| Starts              | 1      | 2      | 1          |             |         | 4      |
| Stand: Karriereende |        |        |            |             |         |        |